# Grand prix franco-polonais
Le grand prix franco-polonais « Marie 
Sklodowska Curie et Pierre Curie »
est un prix biannuel créé en 2020 qui met en avant l’excellence de la coopération scientifique
franco-polonaise. Il est doté de 30 000 € et récompense un binôme de chercheurs, l’un conduisant
sa recherche en Pologne et l’autre en France, pour leurs contributions scientifiques
remarquables ainsi que pour leurs projets futurs. Il est décerné conjointement par l'Académie des sciences et la 
Fondation pour la science polonaise et financé par la Fondation Zygmunt Zaleski.

## Lauréats
- 2023 :  Pierre Kervella, astronome au laboratoire d'études spatiales et d'instrumentation en astrophysique (LESIA), Observatoire de Paris-PSL  et Grzegorz Pietrzyński, professeur au Centre astronomique Nicolaus Copernicus de l'Académie polonaise des sciences à Varsovie[2],[3].
- 2024 : Daniel Gryko (Institute of Organic Chemistry Polish Academy of Sciences) et Denis Jacquemin (Nantes Université et Institut Universitaire de France) pour leurs travaux sur la synthèse organique et la chimie quantique colorants[4].